# جاك هارجريفز
جاك هارجريفز (بالإنجليزية: Jack Hargreaves)‏ هو مجدف أسترالي، ولد في 24 يوليو 1993.

## وصلات خارجية
- جاك هارجريفز على موقع الاتحاد الدولي للتجديف (الإنجليزية)
- جاك هارجريفز على موقع الاتحاد الأسترالي للتجديف (الإنجليزية)
- جاك هارجريفز على موقع اللجنة الأولمبية الدولية (الإنجليزية)
- جاك هارجريفز على موقع أوليمبيديا (الإنجليزية)
- جاك هارجريفز على موقع اللجنة الأولمبية الأسترالية (الإنجليزية)